# Beregsurány
Beregsurány – wieś graniczna w północno-wschodniej części Węgier, w pobliżu miasta Vásárosnamény i ukrańskiego miasta Berehowo oraz granicy z Ukrainą. Wieś liczy 644 mieszkańców (2012) i zajmuje obszar 16 km².

## Położenie
Miejscowość leży na obszarze Wielkiej Niziny Węgierskiej, w pobliżu granicy ukraińskiej. Administracyjnie należy do powiatu Vásárosnamény, wchodzącego w skład komitatu Szabolcs-Szatmár-Bereg. We wsi granicę państwa przekracza droga krajowa nr 41.